# Julius Friedrich Heinrich Abegg
Julius Friedrich Heinrich Abegg, född 27 mars 1796 i Erlangen, död 29 maj 1868 i Breslau, var en tysk jurist.
Abegg blev professor i juridik i Königsberg 1821 och i Breslau 1826.  Hans skrifter behandlar straffrätten i hela dess omfattning.